# Super iron battery
Le Super iron battery sono batterie ad alta capacità basate su una chimica insolita di ferro stabilizzato (VI).  Le capacità di accumulo di batterie alcaline e idruro metallico sono in gran parte limitate al catodo, e entrambe utilizzano un elettrolita di idrossido di potassio.  Le nuove batterie sono compatibili con gli anodi batteria alcalina e idruro di metallo ma hanno una capacità catodica superiore e sono basate su materiali disponibili e benigni.  I catodi di ferro (VI / III) possono utilizzare sali K 2 FeO 4 a bassa solubilità e sali di BaFeO 4 con capacità rispettive di 406 e 313 milliampere-ore per grammo.  Le batterie super ferro hanno un vantaggio energetico del 50% rispetto alle batterie alcaline convenzionali.  Una cella con un catodo di ferro (VI) e un anodo di metallo idruro è significativamente (75 percento) ricaricabile.